# Landesgartenschau Freyung 2023

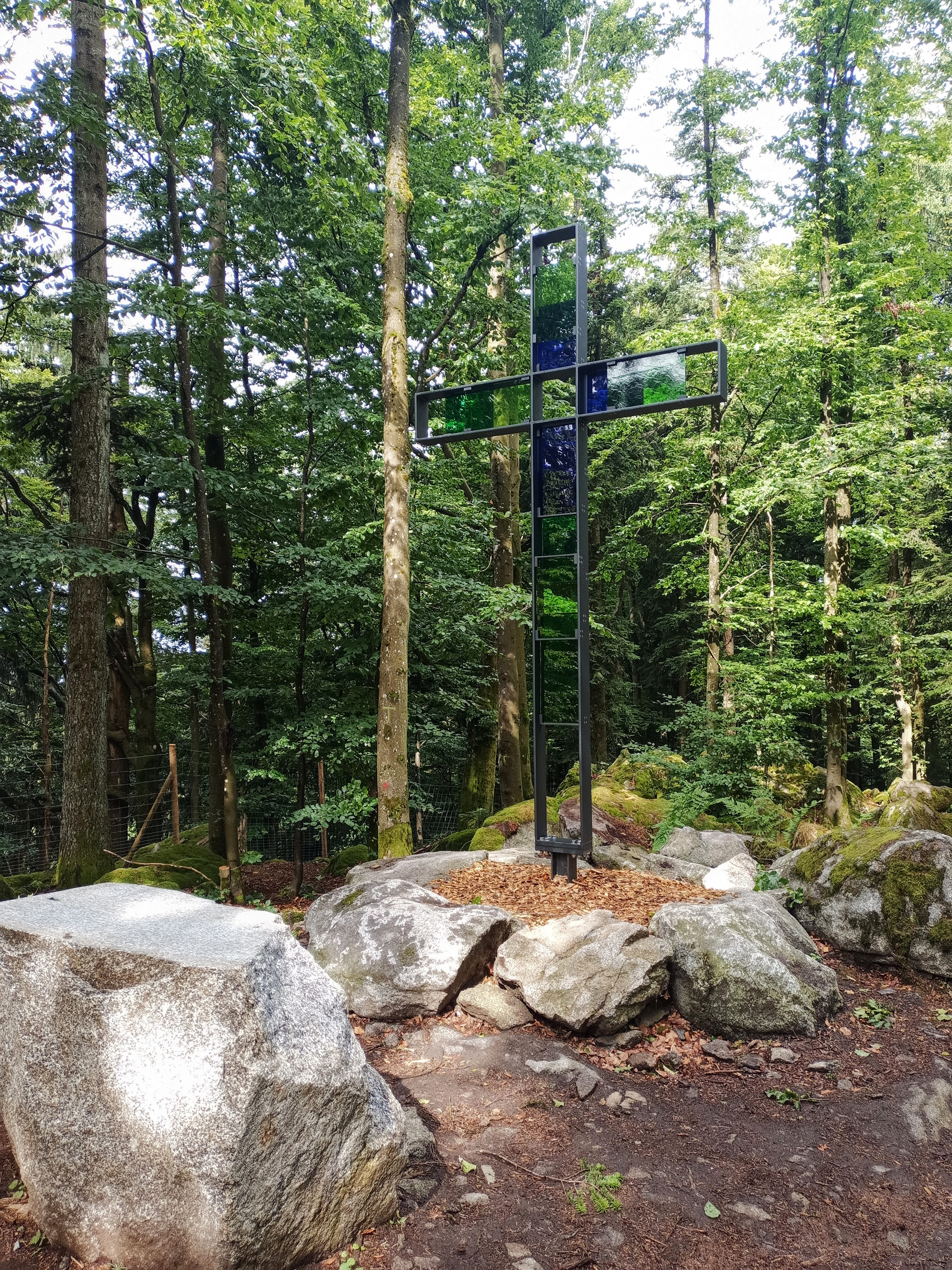
Gipfelkreuz bei der Naturkapelle

Die Bayerische Landesgartenschau Freyung 2023 (kurz lgs2023) war die 34. Landesgartenschau im Freistaat Bayern. Freyung, die Kreisstadt des Landkreises Freyung-Grafenau im Dreiländereck Bayerischer Wald nahe an der Grenze zu Tschechien und Österreich, richtete die Gartenschau vom 25. Mai bis zum 3. Oktober 2023 aus. Geplant war die Veranstaltung ursprünglich für 2022, wegen der Corona-Pandemie wurde die Landesgartenschau Freyung jedoch auf 2023 verschoben. Der Standort am Geyersberg auf einer Höhe von ca. 800 Meter ü. NHN verlieh ihr den Titel der bis dato höchstgelegenen Landesgartenschau Bayerns. Bedingt durch die Lage am Berg und dem hügeligen Gelände war die Anlage nur eingeschränkt barrierefrei zugänglich.
Der Haupteingang befand sich am Burgberg. Dieser liegt östlich der Straße, die über den Geyersberg führt. Dort waren angelegte Beete, Gärten mit Blumen und Kräutern, der Gesteinspfad, kleine Wiesenflächen, Streuobstbäume und eine Bühnenfläche. Auf dem westlich gelegenen Bereich, mit separatem Eingang, erwarteten die Besucher die Waldgärten, der Wiesenpark, ein Spielplatz mit großem Kletterbereich sowie ein Bewegungsparcours. Oben am höchsten Punkt der Waldgärten wurde eigens ein Gipfelkreuz aus Metall und Glas an einer Freiluft-Naturkapelle errichtet. Etwas unterhalb davon lag der Beginn einer hölzernen Kugelbahn, die entlang des Wegs nach unten führte.